# Liste des cathédrales d'Ukraine
Cet article recense les cathédrales d'Ukraine.

## Liste
- Cathédrale de la Dormition de Balta (orthodoxe) ;
- La cathédrale de la Transfiguration de Bolgrad ;
- Cathédrale de l'Assomption, à Kharkiv (catholique romaine) ;
- Cathédrale de la Transiguration de Vinnytsia ;
- Cathédrale de la Dormition de Kharkiv ;
- Cathédrale orthodoxe du Saint-Esprit de Kherson ;
- Cathédrale Sainte-Catherine de Kherson ;
- Cathédrale de la Dormition à Kherson ;
- Cathédrale de la Transfiguration de Dnipro ;
- Cathédrale de l'Intercession à Okhtyrka ;
- Cathédrale Saint-Alexandre (uk), à Kiev (catholique romaine) ;
- Cathédrale Sainte-Sophie, à Kiev (orthodoxe) ;
- Cathédrale Saint-Vladimir, à Kiev (orthodoxe) ;
- Cathédrale de la Sainte-Intercession à Zaporijjia ;
- Cathédrale de l'Immaculée-Conception de Ternopil ;
- Cathédrale Saint-Pierre et Saint-Paul de Kamianets-Podilskyï ;
- Église Saint-Nicolas, ancienne cathédrale, à Kiev (catholique romaine) ;
- Cathédrale Saint-Georges, à Lviv (grecque-catholique ukrainienne) ;
- Cathédrale Sainte-Hripsimé à Yalta ;
- Cathédrale saint-Pierre et Saint-Paul de Loutsk ;
- Cocathédrale Sainte-Sophie, à Jytomyr (catholique romaine) ;
- Basilique-cathédrale de l'Assomption de la Bienheureuse-Vierge-Marie, à Lviv (catholique romaine) ;
- Cathédrale de l'Assomption de la Bienheureuse-Vierge-Marie, à Lviv (catholique arménienne) ;
- Cathédrale st-Nicolas de Novomoskovsk ;
- Cathédrale de la Trinité de Novomoskovsk ;
- cathédrale de la Transfiguration de Bila Tserkva ;
- Cathédrale de la Dormition de Volodymyr ;
- Cathédrale de la Trinité de Loutsk ;
- Cathédrale de l'Intercession de Sébastopol ;
- Cathédrale de l'Assomption-de-la-Bienheureuse-Vierge-Marie d'Odessa, à Odessa ;
- Cathédrale de l'Exaltation-de-la-Sainte-Croix d'Oujhorod ;
- Cathédrale Ouspienski, à Pochayiv (orthodoxe) ;
- Cathédrale de la Sainte-Trinité, à Pochayiv (orthodoxe) ;
- Cathédrale arménienne, à Tchernivtsi ;
- Cathédrale Saint-Nicolas de Tchernivtsi ;
- cathédrale Saint-Nicolas de Briansk ;
- Cathédrale Spaso-Préobrajenski, à Chernihiv (orthodoxe) ;
- Cathédrale Boryso-Hlibski, à Chernihiv (orthodoxe) ;
- Cathédrale orthodoxe de Rivne, à Rivne ;
- Cathédrale Alexandre-Nevski, à Yalta;
- cathédrale de la Sainte-Trinité à Goustynia;
- Cathédrale de l'Ascension d'Akkerman